# McTelvin Agim
McTelvin Agim (Texarkana, 25 settembre 1997) è un giocatore di football americano statunitense che milita nel ruolo di defensive end per gli Indianapolis Colts della National Football League (NFL).

## Carriera universitaria
Agim giocò a football con gli Arkansas Razorbacks dal 2017 al 2019. Iniziò giocando come defensive end e defensive tackle durante il suo primo anno al college, partendo titolare in tutte le 12 partite disputate. 
Agim venne utilizzato in queste due posizioni anche nel resto delle stagioni nel college football, nonostante fosse contrariato nell'essere spostato continuamente.
Dopo l'anno da senior decise di dichiararsi eleggibile per il draft 2020, venendo invitato a partecipare al Senior Bowl e alla NFL Combine.

## Carriera professionistica

### Denver Broncos
Agim venne scelto dai Denver Broncos nel corso del terzo giro (95º assoluto) del Draft NFL 2020. Il primo placcaggio lo mise a segno nella settimana 4 contro i New York Jets. La sua stagione da rookie si concluse con 8 tackle in 10 presenze.

### Indianapolis Colts
Il 15 dicembre 2022 Agim firmò con la squadra di allenamento degli Indianapolis Colts.